# HRCS2
HRCS2  és un tren elèctric de dos sistemes fabricat per Hyundai Rotem. Ukrzaliznytsya va comprar aquests trens com a part dels preparatius per a Euro 2012.

## Composició del tren elèctric
El tren elèctric consta de dos cotxes principals i set cotxes intermedis (motor, remolc) entre ells. El tren elèctric consta de 9 cotxes.
Característiques i equipament del tren elèctric "Hyundai Rotem":
El tren "Hyundai" consta de 3 vagons de primera i 6 de segona, un dels quals té un bufet per als passatgers.
El nombre de seients de passatgers és de 579, dels quals 168 són de 1a classe, 411 de 2a classe i 2 són per a minusvàlids. Els seients dels compartiments per als passatgers de 1a classe es disposen segons l'esquema 2+2, en 2a classe - 3+2 un darrere l'altre.
Els seients de primera classe es col·loquen en cotxes intermedis, tres cotxes amb 56 seients cadascun i els seients de segona classe en sis cotxes de motor. Les places per a minusvàlids es troben en un dels vagons principals.
Els seients per als passatgers de primera classe tenen una amplada de 500 mm, de segona classe - 450 mm, que correspon a les normes sanitàries vigents a Ucraïna - 450 mm. Per comparar, els seients d'avió solen tenir una amplada de 450 mm en classe econòmica a 500-550 en classe business.
Cal tenir en compte que l'amplada de la via als països postsoviètics és de 1520 mm, a la majoria dels països europeus és de 1435 mm, els cotxes de passatgers als països europeus tenen una amplada de 2900 mm (2,9 m), a Ucraïna i països postsoviètics. és de 3510 mm (3,5 m ), que va permetre col·locar un altre seient de passatgers.
Per a persones amb necessitats especials, hi ha 2 places per a cadires de rodes al primer vagó del tren Hyundai. A prop hi ha un lavabo especial pensat per a persones amb discapacitat en cadira de rodes, que, com altres lavabos, està equipat amb un botó de trucada d'emergència per als comissaris. El terra de totes les zones del tren Hyundai està al mateix nivell, cosa que facilita el moviment de les cadires de rodes.
S'utilitza una passarel·la mecànica especial per pujar i desembarcar passatgers en carros.

## Història
L'11 de març de 2012, els dos primers trens elèctrics de Corea del Sud van ser lliurats amb vaixell al port comercial marítim d'Odesa. HRCS2-002 va ser desconservat a l'RPX-9 Odesa-Zastava I i enviat a VX-1 Kharkiv-Sortuvalniy, on va arribar el primer tren el 16 de març. A Kharkiv, el tren coreà va portar les locomotores DS3 -013 i TEP-150 -003 per a més proves de manteniment i funcionament. El 17 de març de 2012, el segon tren elèctric (HRCS2-001) va arribar a Kharkiv. El tercer i quart tren elèctric van arribar a Ucraïna el 9 d'abril de 2012, el cinquè i el sisè, el 28 d'abril de 2012. Els primers sis material mòbil es van posar en funcionament el 27 de maig de 2012. Els altres quatre trens es van lliurar a Ucraïna entre juliol i agost de 2012.

## Prova
Les proves dels trens elèctrics fabricats per una empresa coreana van ser realitzades per especialistes del dipòsit de locomotores elèctriques Kharkiv-Holovniy.
Les proves van durar 35 dies. El tren va ser provat per com es condueix, com funciona sense moure's, per soroll i infrasons, vibració i suavitat, frenada quan està buit i carregat, i moltes altres etapes de funcionament.
Per fer proves de frens, el tren es va carregar amb sacs de sorra fins a la seva capacitat de càrrega total: 116,2 tones. Va portar 2.324 bosses de 50 quilos cadascuna.

## Especificacions
- Tipus de corrent — altern 25 kV 50 Hz, constant 3 kV;
- Amplada de la pista - 1520 mm;
- Velocitat de disseny — 176 km/h;
- La velocitat màxima de funcionament és de 160 km/h;
- Longitud del vagó: 21.700 mm;
- Amplada: 3.500 mm;
- Alçada des del capçal del rail: 4275 mm;
- Material del revestiment del cos: acer inoxidable;
- Gruix del revestiment: 1,7 mm (lateral), 2 mm (sostre);
- Sistema d'aire condicionat del cotxe: tipus compressor, productivitat 20.000 kcal/h;
- Frens: electropneumàtics; electrodinàmics, pneumàtics;
- Tipus de motor de tracció: asíncron;
- Tipus de transmissió de potència: muntatge en voladís del motor a la base del carro, caixa de canvis axial tipus bloc amb embragatge Dellner;
- Potència d'un motor: 250 kW;
- Tipus d'inversor de tracció: VVVF;
- Tipus d'alimentació dels circuits auxiliars: corrent continu 110 V, corrent altern 220 V, corrent altern 380 V trifàsic per alimentar motor-ventiladors i motor-compressors.
- El pes total del tren: 461 tones.[2][3]

## Funcionament
El tren elèctric funciona amb els ferrocarrils de Lviv, Odesa, Dnipro, Sud-oest, Sud i Donetsk.
El 5 d'abril de 2012, els mitjans de comunicació van informar dels danys al tren durant les proves de funcionament al tram de ferrocarril Kharkiv-Poltava. A causa d'una col·lisió amb l'andana d'una de les estacions en direcció Zolochiv, el tren va dividir el cos i les portes. La causa d'aquest incident va ser la retirada sobredimensionada de la carrosseria de Hyundai mentre conduïa la corba de la sortida.
El 7 d'abril de 2012, Ukrzaliznytsya va negar informació sobre danys al tren durant les proves de funcionament al tram de ferrocarril Kharkiv-Poltava.
El 27 de maig de 2012, amb la introducció d'un nou horari de trànsit per a 2012/2013, els trens Hyundai van circular amb un horari de trànsit experimental als trams Kíiv—Kharkiv (temps de viatge — 4 hores 25 minuts a una velocitat superior a 106 km/h). ) i Kíiv—Lviv (temps de viatge — 4 h. 55 min. a una velocitat superior a 116 km/h).
El 7 de juny de 2012, el tren elèctric interregional d'alta velocitat "Ukrainian Express" fabricat per Hyundai Rotem va arribar a Donetsk per primera vegada des de la capital. El tren va arribar a les 12:45.
El 9 de juny de 2012 es van obrir els trens Kíiv - Donetsk.
L'11 de novembre de 2012 es va obrir el trànsit de trens a la ruta Kíiv-Dnipro.
Al 31 d'agost de 2012 , des de la introducció del trànsit d'alta velocitat (27 de maig de 2012) al territori d'Ucraïna, unes 240.000 persones han utilitzat els serveis dels trens elèctrics "Ukrainian Express".
En general, al corredor nacional d'alta velocitat Lviv—Kíiv—Kharkiv—Donetsk, en l'etapa inicial, els trens Hyundai van cobrir 912,5 km de via a una velocitat de fins a 160 km/h, 398,1 km — fins a 140 km/h., 438,1 km — fins a 120 km/h hores
A partir del 26 de maig de 2013, Ukrzaliznytsya va ampliar la ruta del tren que connectava Kíiv—Dnipro amb Zaporíjia.

## Processos penals
A finals de març de 2014, la Fiscalia General d'Ucraïna va obrir una causa penal per l'explotació de perillosos trens elèctrics Hyundai.